# Holmsjön (Nyhems socken, Jämtland)
Holmsjön är en sjö i Bräcke kommun i Jämtland och ingår i Ljungans huvudavrinningsområde. Sjön har en area på 0,975 kvadratkilometer och ligger 398 meter över havet. Sjön avvattnas av vattendraget Gårdsjöån.

## Delavrinningsområde
Holmsjön ingår i det delavrinningsområde (698553-149233) som SMHI kallar för Utloppet av Holmsjön. Medelhöjden är 425 meter över havet och ytan är 6,13 kvadratkilometer. Det finns inga avrinningsområden uppströms utan avrinningsområdet är högsta punkten. Gårdsjöån som avvattnar avrinningsområdet har biflödesordning 4, vilket innebär att vattnet flödar genom totalt 4 vattendrag innan det når havet efter 188 kilometer. Avrinningsområdet består mestadels av skog (67 procent). Avrinningsområdet har 0,98 kvadratkilometer vattenytor vilket ger det en sjöprocent på 15,9 procent.